# New Castle County
New Castle County je okres ve státě Delaware v USA. Ze všech tří okresů v Delaware leží nejseverněji. V roce 2016 zde žilo 556 987 obyvatel. Správním městem okresu je Wilmington. Celková rozloha okresu činí 1 279 km². I přesto, že je nejmenším okresem v Delaware, tak zde žije více obyvatel, než v obou dalších okresech dohromady.
Okres je pojmenovaný podle města v severovýchodní Anglii.

## Historie
Prvním trvalým evropským osídlením v okrese New Castle byla švédská pevnost Fort Christina, která od roku 1638 stála na místě dnešního Wilmingtonu. Švédové uzavřeli dohodu s místními indiány kmene Lenapi o obsazení tohoto území.
V roce 1651 Nizozemci založili pevnost Fort Casimir (ze které později vzniklo město New Castle) a odkoupili pozemky od Lenapů i s částí švédského území.
V roce 1654 Švédové vyhnali Nizozemce z oblasti západně od řeky Delaware a obsadili jejich pevnost Fort Casimir, kterou přejmenovali na New Trinity. Rok poté Nizozemci dobyli zpět svojí pevnost, kterou přejmenovali na New Amstel. Během roku 1655 také obsadili švédskou pevnost Fort Christina i se zbytkem švédského území v Delaware.
V roce 1664 dobyli území Angličané a New Amstel přejmenovali na New Castle. V roce 1673 území ještě jednou dobyli Nizozemci, ale po půl roce přešlo zpět do rukou Angličanů a stalo se součásti kolonie New York.
V roce 1680 se od okresu New Castle oddělila část zvaná St. Jones County, která je v současnosti okresem Kent v Delaware. 24. srpna 1682 se New Castle spolu s okolním územím oddělil od kolonie New York a stal se vlastnictvím Willama Penna, který zde založil kolonii Delaware.